# Motorový závěsný kluzák

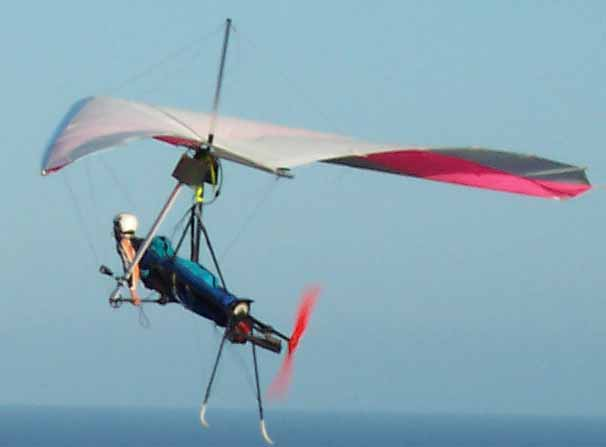
Motorový závěsný kluzák se startem za pomocí nohou

Motorový závěsný kluzák se startem za pomocí nohou foot-launched powered hang glider (FLPHG), také nazývaný motorové popruhy (powered harness), v Australii nanolight, nebo závěsný motor (hangmotor), v Česku motorové rogalo, je závěsný kluzák (hang glider) s motorem a vrtulí v tlačné konfiguraci. Závěsný kluzák využívá své křídlo a rám pro řízení, kdy pilot za pomocí nohou startuje ze země.